# Port lotniczy Žabljak
Port lotniczy – lotnisko zlokalizowane w Žabljaku, w Czarnogórze. Jest piątym co do wielkości portem lotniczym w tym kraju. Obsługuje głównie połączenia krajowe.